# Wilhelm von Dijon

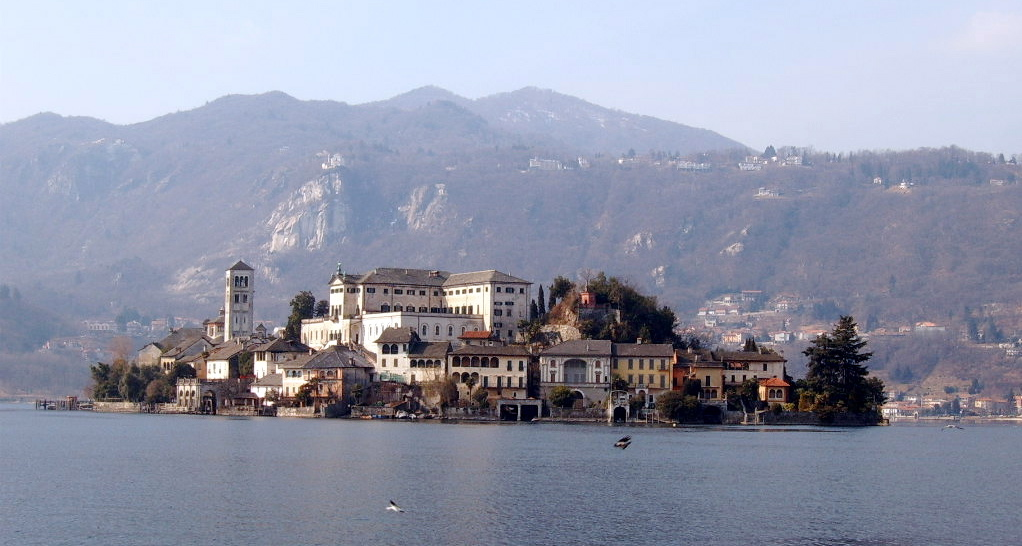
Die Isola San Giulio, der Geburtsort Wilhelms

Wilhelm von Dijon, Wilhelm von Volpiano oder Wilhelm von Saint-Bénigne (* Juni/Juli 962 auf der Isola San Giulio; † 1. Januar 1031 in Fécamp) war ein burgundisch-italienischer Abt, Klosterreformer und Architekt. Er wurde auf der Burg auf der Isola San Giulio (Ortasee im Piemont) als Sohn des Grafen Robert von Volpiano geboren. Da Wilhelm während eines (erfolgreichen) Angriffs des Kaisers Otto I. auf die Welt kam, wurde Otto sein Taufpate und Förderer. Wilhelms Lebensgeschichte verfasste kurz nach seinem Tod sein Schüler Rodulfus Glaber in der Abtei Cluny.
Im Jahr 969 begann seine Erziehung in der Benediktinerabtei von Locadio bei Vercelli, wo er auch in den Orden eintrat. 987 wurde er Mönch in Cluny zur Zeit des Abtes Maiolus. Eine seiner Aufgaben war die Reorganisation der Abtei Saint-Saturnin in Pont-Saint-Esprit an der Rhone.

## Abtei Saint-Bénigne, Dijon
990 wurde Wilhelm zum Priester geweiht und gleichzeitig Abt des Klosters Saint-Bénigne in Dijon (heute Kathedrale von Dijon), das unter seiner Leitung im Sinne der Cluniazensischen Reform ein Zentrum von Spiritualität, Erziehung und Kultur wurde. Saint-Bénigne wurde Mutterhaus von etwa 40 weiteren Klöstern in Burgund, Lothringen, der Normandie und Norditalien. Unter Wilhelms Leitung entstand ein Neubau der Abteikirche mit einer großen Rotunde östlich des Chores.

## Fécamp

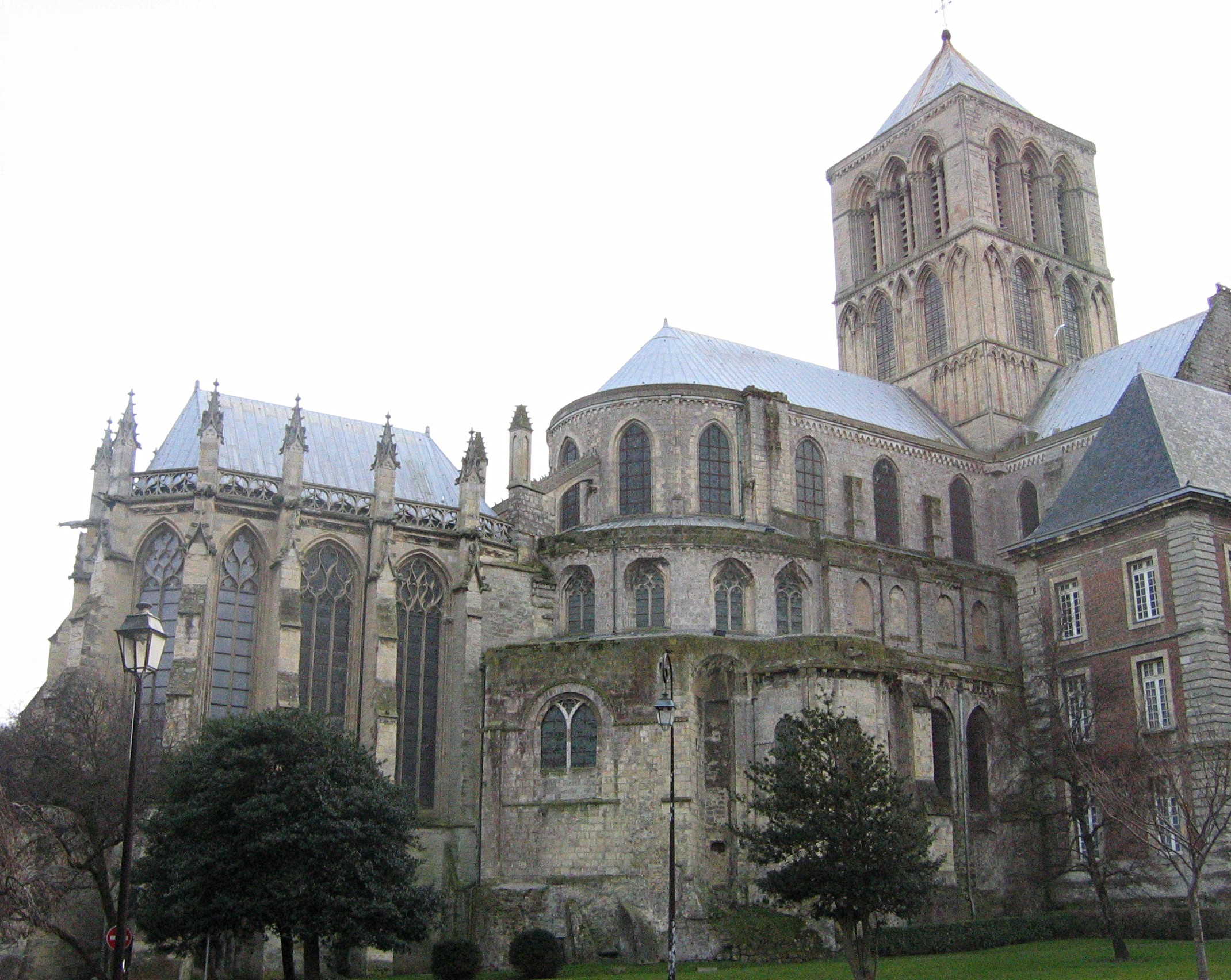
Abtei Fécamp

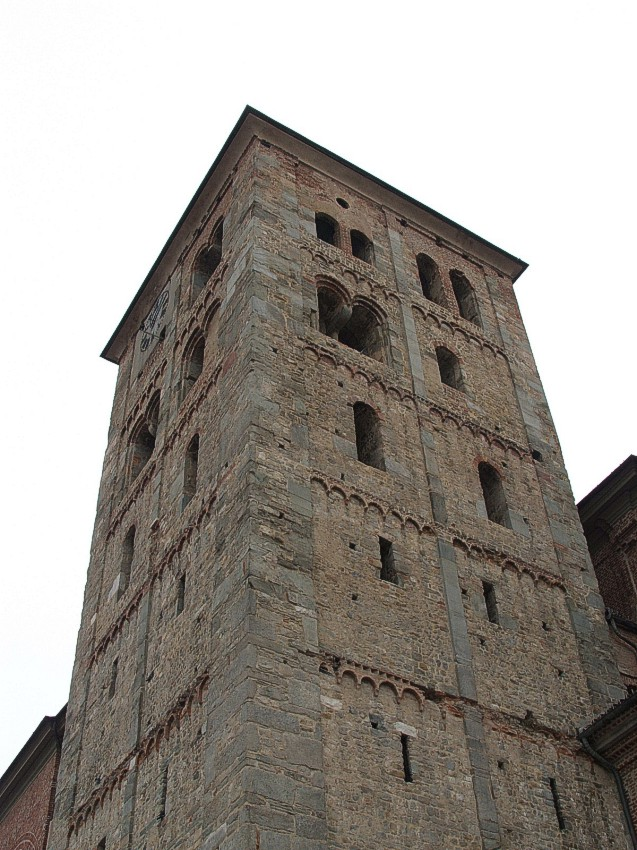
Glockenturm der Abtei Fruttuaria

Im Jahr 1001 wurde er von Richard II., dem Herzog der Normandie, beauftragt, die Abtei Fécamp zu reorganisieren, die von den Herzögen als ihre letzte Ruhestätte ausgesucht worden war. Hier starb er auch im Jahr 1031, nachdem er seinen Schüler Johannes von Fécamp zu seinem Nachfolger bestimmt hatte. Sein Grab befindet sich dort in einer Kapelle der Abteikirche. Seine Arbeit in Fécamp hatte auch Auswirkungen auf die Abteien Jumièges und Troarn. Ein Schüler Wilhelms, Thierry, war zunächst Abt von Jumièges, dann Abt des Mont-Saint-Michel, wo man liturgische Gebräuche aus Dijon übernahm.

## Fruttuaria
Am 23. Februar 1003 gründete Wilhelm die Abtei Fruttuaria in San Benigno Canavese etwa 20 km nördlich von Turin in Piemont; Stifter dieses Klosters waren Arduin, Markgraf von Ivrea und König von Italien, und dessen Ehefrau Berta, sowie Otto Wilhelm, Graf von Burgund, die zu seiner Verwandtschaft zählten. Die an Cluny orientierten Lebensordnungen des Klosters Fruttuaria dienten als Vorbild für deutsche Klöster wie St. Blasien im Schwarzwald und Siegburg bei Bonn, weshalb man von der „fruttuarischen Klostereform“ spricht.

## Saint-Germain-des-Prés
Wilhelm von Dijon ist auch für den Wiederaufbau der Abtei St. Germain-des-Prés verantwortlich.